# سمنة (طائر)
السُّمْنَةُ (جمعها: سمَّان وسمنان) أو السُّمَّنَةُ (باللاتينية: Turdus) جنس من الطيور يتبع الفصيلة التي تحمل نفس الاسم (سمنة). تتواجد أنواع هذا الجنس في جميع القارات.

## من أنواعه
أنواع هذا الجنس:
- كود سباركل
- تحديث القائمة

دج أسود الحنجرة 
اسم علمي: Turdus atrogularis

دج الغيط 
اسم علمي: Turdus pilaris

دج مطوق 
اسم علمي: Turdus torquatus

سمنة اليمن 
اسم علمي: Turdus menachensis

سمنة أمريكي شمالي 
اسم علمي: Turdus migratorius

سمنة حمراء الجناح 
اسم علمي: Turdus iliacus

سمنة كبيرة 
اسم علمي: Turdus viscivorus

سمنة مطربة 
اسم علمي: Turdus philomelos

شحرور 
اسم علمي: Turdus merula